# カッシング (DD-55)
|          |                                    |
| 艦歴     |                                    |
| 発注     | 1913年3月                          |
| 起工     | 1913年9月23日                      |
| 進水     | 1915年1月16日                      |
| 就役     | 1915年8月21日                      |
| 退役     | 1920年8月7日                       |
| その後   | 1936年6月23日に売却                |
| 除籍     | 1936年1月7日                       |
| 性能諸元 |                                    |
| 排水量   | 1,050トン                          |
| 全長     | 305 ft 3 in (93 m)                 |
| 全幅     | 31 ft 1 in (9.5 m)                 |
| 吃水     | 9 ft 6 in (2.9 m)                  |
| 機関     | 蒸気タービン、2軸推進、17,000shp   |
| 最大速   | 29ノット (54 km/h)                 |
| 乗員     | 士官、兵員98名                     |
| 兵装     | 4インチ砲4門 21インチ魚雷発射管8門 |

カッシング (USS Cushing, DD-55) は、アメリカ海軍の駆逐艦。オブライエン級駆逐艦の一隻。艦名はウィリアム・B・カッシングに因んで命名された。その名を持つ艦としては2隻目。

## 艦歴
カッシングは1913年9月23日にマサチューセッツ州クインシーのフォアリバー造船所で起工する。1915年1月16日にM・L・カッシング（カッシング中佐の娘）によって進水し、1915年8月21日に艦長T・A・キッティンガー少佐の指揮下就役する。
就役後は1915年12月28日までニューヨーク州のローズバンク沖で中立パトロールを行う。1916年1月4日にカリブ海に向けて出航、艦隊演習を行いその後はメイン州ポートランド沖での戦術訓練、ノーフォーク沖での砲術訓練に従事、9月27日にニューポートの海軍水雷ステーションに到着し魚雷のテストを行う。その後はカリブ海に戻り、1917年1月から3月まで艦隊演習に従事した。
1917年5月15日にニューヨークを出航、5月24日にアイルランドのクイーンズタウンに到着する。カッシングはアイルランド沖の哨戒を行い、イギリスやフランスの港に向かう物資および兵員輸送船団の護衛を行った。敵の潜水艦の脅威に対してカッシングは戦い、また、Uボートによって沈められた船の救助も行った。6月4日、ボートで揺られる13名を救助した。彼らはイタリア船ルイザ (Luisa) の生存者であった。カッシングはパーキンス (USS Perkins, DD-26) と合流し、7月7日に沈められたイギリスの商船タルカー (SS Tarquah) の生存者を救助した。翌日には敵潜水艦に追跡されたオニチャ (SS Onitsha) からの救難信号を受け、撃沈されたオブアシ (SS Obuasi) の生存者54名を救助した。7月16日には5発の砲撃を受けたタメル (SS Tamele) を護衛し、同日攻撃を受けたイタリアの商船ラミア (SS Lamia) を救助するため2隻の潜水艦に対して砲撃を行う。カッシングは27名の生存者を救助した。9月12日には2日間漂流していたイギリスの商船ヴィエナ (SS Vienna) の生存者12名を救助する。11月26日、商船クレネラ (SS Crenella) が雷撃を受け、カッシングはクレネラが沈まないようダメージ・コントロールを行い、クイーンズタウンへと誘導した。カッシングは翌日船団に再合流した。
カッシングは船団護衛予備哨戒任務を継続した。1918年4月23日に U-104 に対して15発の爆雷を投下、これを大きく損傷させた。その日のうちにジャスミン (HMS Jessamine) がこれを撃沈した。カッシングはフランスのブレストを拠点として1918年6月11日以降、11回の兵員輸送船団を危険海域からフランスの港に護衛して、2度の爆雷攻撃を行っている。12月3日、座礁して航行不能になったマレー (USS Murray, DD-97) を牽引した。
カッシングは第一次世界大戦において顕著な戦果の1つを記録し、1918年12月21日にブレストを出航した。ニューヨークには1919年1月6日に到着し、1919年7月1日から限定就役状態となる。1920年4月6日にフィラデルフィア海軍造船所に移動し、1920年8月7日に退役、ロンドン海軍軍縮条約に従って1936年6月30日に売却、廃棄された。